# Ириней Лионский

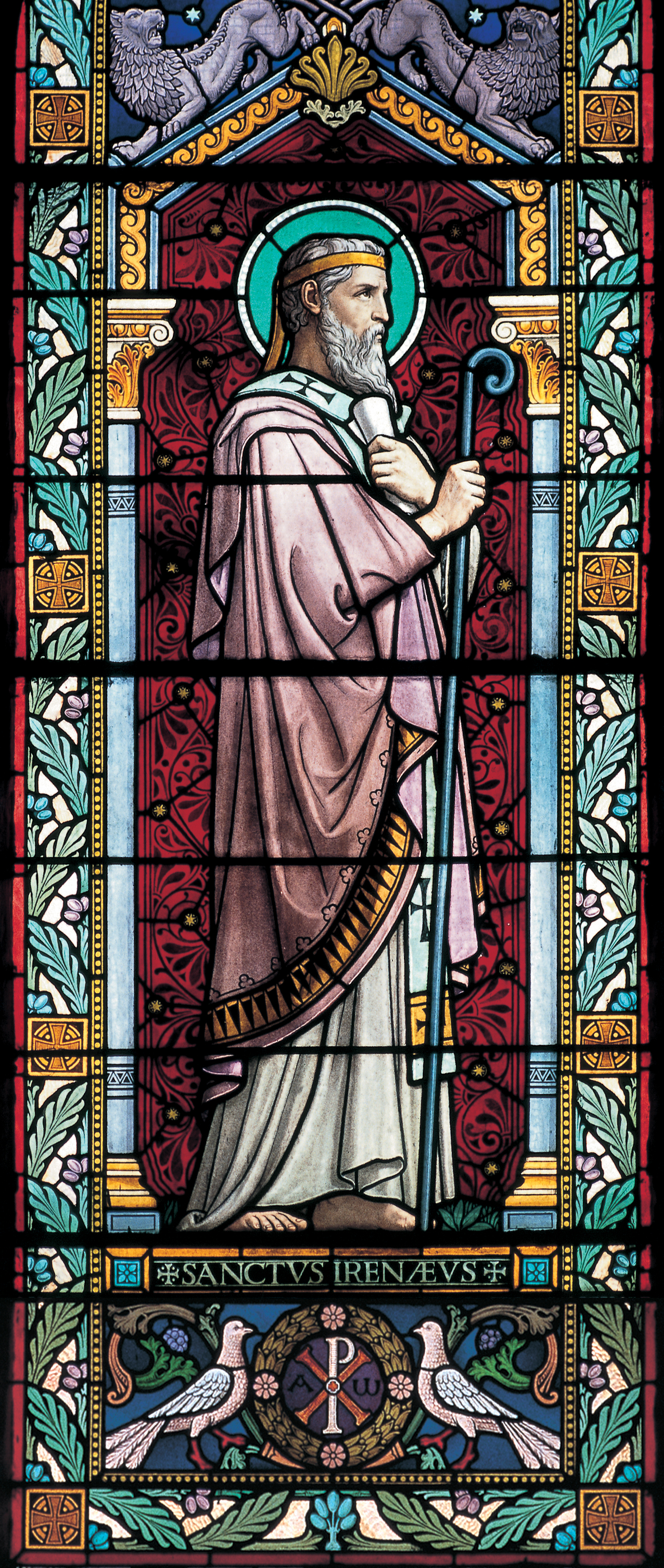
Святой Ириней Лионский. Витраж в церкви святого Иринея, Лион, Франция

Ирине́й Лио́нский (др.-греч. Εἰρηναῖος Λουγδούνου; лат. Irenaeus Lugdunensis, ок. 122 года, Смирна, Азия, Римская империя — 202, Лугдунум, Лугдунская Галлия, Римская империя) — один из первых Отцов Церкви, ведущий богослов II века и апологет, второй епископ Лиона. Принадлежал к малоазийской богословской школе. Его сочинения способствовали формированию учения раннего христианства. Считается, что он был учеником Поликарпа Смирнского. Самое известное сочинение Иринея Лионского «Ἔλεγχος καὶ ἀνατροπὴ τῆς ψευδωνύμου γνώσεως» (Против ересей) представляет собой полемику с гностицизмом, который стал для раннего христианства первым богословским вызовом. Католическая церковь считает Иринея Лионского наряду с Климентом Римским и Игнатием Антиохийским инициатором формирования учения о папском примате. Сочинения Иринея Лионского являются первым свидетельством признания канонического характера четырёх Евангелий.

## Биография
Ириней родился в первой половине II века в Смирне (сегодня — Измир, Турция) в христианской семье. Точная дата его рождения оспаривается, по разным источникам он родился в период с 115 по 125 год, или с 130. В Смирне он получил блестящее образование, изучив поэзию, философию, риторику и другие науки, которые считались необходимыми для светского юноши. Около 160 года был послан своим наставником Поликарпом, епископом Смирнским (который крестил юношу, а впоследствии рукоположил во пресвитера), в Галлию, в город Лугдун, ныне Лион во Франции, к престарелому епископу Пофину для проповеди христианства. Во время гонений римского императора Марка Аврелия, которые продолжались с 161 по 180 год, Ириней был священником в Лионе. В 177 году он был послан от имени священников Лиона с письмами исповедников в Рим к папе Елевферию. Помимо писем Ириней нёс с собой послание, в котором упоминалось распространение ереси монтанизма. В то время, как он был в Риме, в Лионе начались гонения на христиан, все видные христиане были брошены в тюрьмы. Когда Ириней возвратился в Лион, то он был избран вторым епископом Лиона после Пофина, который принял мученическую смерть во время гонений.
«В короткое время, — писал о нём святитель Григорий Турский, — он своей проповедью преобразил весь Лугдун в город христианский».
Во время своего правления на лионской кафедре Ириней Лионский занимался пастырской и миссионерской деятельностью, подвергая критике гностицизм. Написал антигностическое сочинение «Adversus haereses».
Достоверных исторических сведений о правлении Иринея Лионского на кафедре лионской епархии неизвестны. Евсевий Кесарийский в своём сочинении «Historia Ecclesiastica» упоминает, что Ириней Лионский обратился около 190 года к папе Виктору I с просьбой не лишать общения христианские общины Малой Азии, которые упорствовали в практике квартодециманизма, отмечая Пасху в 14-й день еврейского месяца Нисан.
Об обстоятельствах его смерти не известно ничего достоверного; поздняя традиция относит её к гонениям Септимия Севера (193—211 годы). Согласно житию он был усечён мечом за исповедание веры около 202 года.

## Учение Иринея Лионского

### Полемика с гностиками
Центральным пунктом в учении Иринея Лионского о действии Бога в истории спасения является Божие единство. В отличие от гностиков, которые учили, что Бог проявляется в истории спасения в качестве различных эонов или божественных эманаций, различая при этом монаду и Демиурга, Ириней Лионский использовал учение о Сыне и Святом Духе как о «двух руках Бога», подчёркивая тем самым неделимость Святой Троицы. Его акцент на единство Бога отражался в учении единства истории и непрерывной преемственности истории спасения. Используя учение о Логосе из 1-й главы Евангелия от Иоанна, Ириней Лионский утверждал, что Бог, создав мир, непрерывно осуществляет надзор над ним до настоящего времени, что является частью истории спасения. Сутью всей истории спасения является постепенное «духовное возрастание или созревание» человечества. Ириней считал, что человечество изначально было «незрелым» и Бог творит историю, чтобы Его творение приобрело Божие подобие. Адам и Ева были «детьми», совершившие своё падение из-за своей незрелости. Божий Промысел на протяжении истории спасения предназначен для преодоления этой человеческой незрелости и достижения духовного совершенства. Мир был специально разработан Богом как место страданий, чтобы человек, принимая моральные решения, возрастал в своём совершенстве. Ириней сравнивает смерть с китом, который проглотил Иону, который символизирует человечество, чтобы оно могло обратиться к Богу и действовать согласно воле Божией.

«Совершенный человек … состоит из трех — плоти, души и духа: из коих один, то есть дух. спасает и образует; другая, то есть плоть, соединяется и образуется, а средняя между этими двумя, то есть душа, иногда, когда следует духу, возвышается им, иногда же, угождая плоти, ниспадает в земные похотения. Итак все не имеющие того, что спасает и образует жизнь, естественно будут и назовутся плотью и кровью. потому что не имеют в себе Духа Божия».

Центром всей истории спасения является Рождество Иисуса Христа, в Котором Ириней Лионский видит «нового Адама», уничтожавшего всё, что совершил первый Адам в раю. Первый Адам преступил заповедь Божию, второй Адам был послушен до крестной смерти. В деле искупления Ириней Лионский большее значение уделяет Воплощению Слова Божия, чем смерти Иисуса Христа, потому что, как он считает, в Воплощении Христа человеческая природа приобретает божественное бессмертие.
В полемике с гностиками-валентианами, которые считали, что материальный мир является результатом потери первоначального совершенства. Как считали гностики, только в обладании Софии, которая является тайной премудростью, и потому искупление совершается только при обладании тайного знания, которое достигается в плероме, которую утерял Ахамот. Ириней Лионский же подчёркивал красоту созданного мира, который призван к постепенному развитию, целью которого будет полное совершенство.

### Апостольская преемственность
В своих сочинениях гностики утверждали, что апостолы обладают тайным учением, полученным ими от Иисуса Христа. Ириней Лионский писал, что епископы различных мест являются преемниками апостолов и их преемственность является авторитетным источником толкования Священного Писания и указывает список епископов, объясняя епископскую преемственность от апостолов, отрицая гностическую мысль, что истина получена от различных источников. Особую роль в апостольской преемственности, как пишет Ириней Лионский, занимает единодушное согласие среди епископов, которое является критерием истинности. Ириней Лионский подчёркивал уникальное положение Римского папы как преемника апостола Петра.

«Церковное предание от апостолов и проповедь истины дошли до нас. И это служит самым полным доказательством, что одна и та же животворная вера сохранялась в Церкви от апостолов доныне и предана в истинном виде».

### Мариология
Ириней Лионский является одним из самых ранних отцов церкви, тщательно разработавший мариологию. Ириней Лионский впервые в истории патристической мысли выдвинул сравнение между Евой и Девой Марией, противопоставляя непослушание и неверие первой и смирение и доверие второй. Предполагается, что в разработке мариологии он следовал учению Поликарпа Смирнского. Ириней напрямую связывает домостроительство нашего спасения с ролью Девы Марии:

Ева же (была) непослушна, ибо не оказала послушания, когда была ещё девою.
Как она, имея мужа Адама, но будучи ещё девою — ибо
«оба они были наги в раю и не стыдились»,
так как не задолго пред тем созданные они не имели понятия о рождении детей,
а надлежало им сперва созреть и потом умножаться, — оказала непослушание
и сделалась причиною смерти и для себя и для всего рода человеческого;
так и Мария, имея предназначенного мужа, но оставаясь Девою,
чрез послушание сделалась причиною спасения для Себя и для всего рода человеческого.

Согласно Иринею, рождение Иисуса Христа создало новую ситуацию в истории спасения. Через Деву Марию показано «новое рождение» для того, чтобы через это рождение человек наследовал жизнь (Против ересей. V.1.3). В качестве Матери Нового Человека, Дева Мария предвосхищает всеобщее обновление. По Иринею, в этом Она возглавляет человеческий род.

## Сочинения
Сочинения Иринея против гностиков имеют большое значение и особенный авторитет в истории христианских догматов по своей древности и особенно по причине близости его к Поликарпу, непосредственному ученику апостолов. Когда папа Виктор вздумал отлучить от церкви малоазийских епископов по причине празднования ими Пасхи в один день с песахом, Ириней выступил в их защиту, указывая, что расхождения по формальным пунктам не должны ставить под угрозу единство Церкви.
Большинство сочинений Иринея Лионского не сохранились в полном объёме. Из сочинений Иринея Лионского известны по отрывкам и упоминаниям у древних историков «Послание к Флорину о единоначалии или о том, что Бог не есть виновник зла»; «Об осмерице» — о первых восьми эонах, которые еретик Валентин признавал источником всего сущего; «Послание к папе Виктору», по поводу ереси валентиниан; «Послание к нему же о времени празднования Пасхи»; «Против еллинов»; «О познании»; «Изложение проповеди апостольской» (то есть главных пунктов христианской веры); «Книга разных рассуждений».
В полном составе, хотя и не в греческом подлиннике, а в древнем, известном ещё Тертуллиану, латинском переводе сохранилось главное, особенно важное для истории развития христианской мысли сочинение Иринея «Пять книг против ересей» (настоящее название книги — «Опровержение и победа над знанием, ложно таковым именуемым»). Оно было издано в первый раз Эразмом Роттердамским, в 1526 г. В этой своей книге Ириней даёт самое полное сохранившееся описание гностицизма и учения Маркиона, в противовес которым он утверждает действительность апостольской традиции и приводит перечни епископов, начиная с самых апостолов, подчёркивая, что среди последних не было ни одного гностика.
Целиком также сохранился армянский перевод «Изложение проповеди апостольской», которая была впервые издана в 1907 году.

### Священное Писание
Ириней использует Священное Писание как авторитетное доказательство в своих спорах с гностиками. В своих трудах он подчёркивает важность следования апостольской традиции и каноническим новозаветным текстам; призывает не пренебрегать и «еврейской Библией». Христиане Малой Азии во времена Иринея Лионского предпочитали Евангелие от Иоанна. Евангелие от Матфея в то время употреблялось повсеместным образом. В своих сочинениях он говорил о догматическом единстве четырёх Евангелий, отрицая мнение Маркиона, который признавал только Евангелие от Луки. Св. Ириней отбросил все гностические Евангелия, которые использовали гностики во II веке, и объявил 4 книги — Евангелие от Матфея, от Марка, от Луки и от Иоанна — авторитетным Писанием Церкви.
Критерием отбора тех, а не других Евангелий была вера Церкви. Подлинны лишь те Евангелия, в которых содержатся определённые утверждения касательно христианской веры, а вера соединяется в церковной общине, восходящей к апостолам. Таким образом, подлинность евангельского свидетельства, которое в силу своего догматического единства является «знаком» Истины, неотделима от понятия Священного Предания, открытом и доступном для всех. Св. Ириней говорил, что Церковь и Священное Предание имеют универсальный вселенский характер.
В своих сочинениях Ириней Лионский цитирует 21 отрывков из новозаветных книг:
- Евангелие от Матфея (Мф 3,16);
- Евангелие от Марка (Мк 3,10);
- Евангелие от Луки (Лк 3,14);
- Евангелие от Иоанна (Ин 3,11);
- Деяния святых апостолов (Деян 4,14);
- Послание к Римлянам (Рим 3,16);
- 1-е послание к Коринфянам (1 Кор 1,3);
- 2-е послание к Коринфянам (2 Кор 3,7);
- Послание к Галатам (Гал 3,22);
- 1-е послание к Фессалоникийцам (1 Фес 5,6);
- 2-е послание к Фессалоникийцам (2 Фес 5,25);
- 1-е послание к Тимофею (1 глава);
- 2-е послание к Тимофею (2 Тим 4,14);
- Послание к Титу (Тит 3,3);
- 1-е послание Петра (1 Петр 4,9);
- 2-е послание Петра (2 Петр 5,28);
- 1-е послание Иоанна (1 Иоанн 3,16);
- 2-е послание Иоанна (2 Иоанн 1,16);
- Послание Иакова (Иак 4,16);
- Послание к Евреям (Евр 2,30);
- Откровение Иоанна Богослова (Апокалипсис) (Откр 4,20).

## Прославление
День памяти в Православной церкви 23 августа (5 сентября), в Католической 28 июня. Его предполагаемая гробница в Лионе была разорена гугенотами в 1562 году. Однако в местном католическом храме по-прежнему указывают на ковчег с частицами мощей Лионских мучеников, в котором хранятся и мощи святителя.
21 января 2022 года Указом Папы Франциска святому Иринею Лионскому присвоено звание Учителя Церкви.

### Исследования
на русском языке
- Амман А. Путь отцов. Краткое введение в патристику Архивная копия от 29 сентября 2007 на Wayback Machine. — М.: Пропилеи, 1994. — 206 с.
- Изабель де Андия Воскресение плоти согласно валентинианам и Иринею Лионскому Архивная копия от 12 февраля 2007 на Wayback Machine 1998
- Ириней Лионский : [арх. 3 января 2023] // Излучение плазмы — Исламский фронт спасения [Электронный ресурс]. — 2008. — С. 660. — (Большая российская энциклопедия : [в 35 т.] / гл. ред. Ю. С. Осипов ; 2004—2017, т. 11). — ISBN 978-5-85270-342-2.
- Гусев Д. В. Догматическая система святого Иринея Лионского в связи с гностическими учениями второго века // Православный собеседник. — 1874. — № 8-9.
- Доказательства апостольской проповеди // Христианское чтение. — 1907. — № 4-6.
- Карсавин Л. П. Святые отцы и учители церкви Архивная копия от 12 августа 2007 на Wayback Machine 1927
- Киановский В., свящ. Эсхатология св. Иринея Лионского в связи с современными ему эсхатологическими воззрениями (хилиазм и гностицизм). Хар., 1912
- Майоров Г. Г. Формирование средневековой философии (латинская патристика). — М.: Мысль, 1979. — С. 70-75.
- Мейендорф И. Ф. Введение в Святоотеческое богословие Архивная копия от 29 сентября 2007 на Wayback Machine 1980
- Евгений (Сахаров-Платонов), Св. И., еп. Лионский, ПрТСО, т.1, кн.4. — 1843.
- Прот. П. Преображенский О святом Иринее Лионском и его сочинениях Архивная копия от 12 августа 2007 на Wayback Machine 1900
- Сагарда Н. И. Новооткрытое произведение св. И. Л. «Доказательство апостольской проповеди». Архивная копия от 22 декабря 2017 на Wayback Machine — СПб., 1907;
- Федченков С. А. Святый Ириней Лионский: Его жизнь и литературная деятельность. — Сергиев Посад, 1917. — XX, 552 с.
- Федченков С. А. Армянские фрагменты творений св. И. Л. // Христианское чтение. — 1915. — № 4.
- Ириней Лионский Архивная копия от 6 октября 2014 на Wayback Machine // Православная богословская энциклопедия. Том 5. Издание Петроград. Приложение к духовному журналу «Странник» за 1904 г. — С. 1018-22

на других языках
- Migne. PG, t.7; в рус. пер.: Соч. св. Иринея, еп. Лионского. — М., 1871; тоже, репринт. изд. — М., 1996;
- John Beh. Asceticism and anthropology in Irenaeus and Clement. — Oxford: Oxford University Press, 2000.
- Fantino J. La théologie d’Irénée. P., 1994
- Osborn E. Irenaeus of Lyons. Camb., 2001
- Poncelet A.[нем.] «St. Irenaeus.» Архивная копия от 13 декабря 2006 на Wayback Machine // The Catholic Encyclopedia. Vol. 8. New York: Robert Appleton Company, 1910.
- иностр. библиогр. см. в журн. Connaissance des p-res de l’Eglise, 1979, № 2 и в кн.: Quasten. Patr., v.1, p. 287;

### На труды Иринея
- Тексты в «Латинской патрологии» Архивная копия от 14 января 2010 на Wayback Machine
- Доказательство апостольской проповеди. — СПб., 1907 Архивная копия от 18 апреля 2007 на Wayback Machine — дошло до наших дней не в оригинале, а в армянском переводе

Против ересей:
- Кн. 1 Архивная копия от 4 января 2018 на Wayback Machine
- Кн. 2 Архивная копия от 4 января 2018 на Wayback Machine
- Кн. 3 Архивная копия от 4 января 2018 на Wayback Machine
- Кн. 4 Архивная копия от 4 января 2018 на Wayback Machine
- Кн. 5 Архивная копия от 4 января 2018 на Wayback Machine

### Об Иринее
- Священномученик Ириней Лионский Архивная копия от 13 февраля 2007 на Wayback Machine